# Pioneer 10
La Pioneer 10 fou una sonda espacial no tripulada de la NASA, integrada en el programa Pioneer i amb l'objectiu de començar a estudiar el sistema solar exterior. Va ser llançada el 2 de març de 1972 i fou la primera sonda que va travessar el cinturó d'asteroides i que va arribar fins al planeta Júpiter, l'objectiu principal de la seva missió.

## La missió
El pas per Júpiter el desembre de 1973 va proporcionar les millors imatges fins a la data de l'atmosfera del planeta, permetent obtenir informació de la temperatura de l'atmosfera i de l'altura en la qual es troben els núvols superiors de Júpiter. També va estudiar els cinturons de radiació del planeta i el fort camp magnètic del planeta, d'intensitat molt superior a la que s'esperava.
El juny de l'any 1983 va travessar l'òrbita de Neptú, en aquell moment el planeta més distant del Sol. Posteriorment seguí estudiant les regions més externes del sistema solar. La seva missió acabà oficialment el 31 de març de 1997 i el darrer senyal rebut de la sonda fou el 23 de gener de 2003. Durant un temps fou l'objecte humà més llunyà, però el 17 de febrer de 1998 fou superada per la Voyager 1. A 30 de desembre de 2005 la Pioneer 10 estava a una distància de 89,7 ua del Sol i es dirigia en la direcció de l'estrella Aldebaran, a les proximitats de la qual arribarà d'aquí a uns 2 milions d'anys.

## La placa de lesPioneer

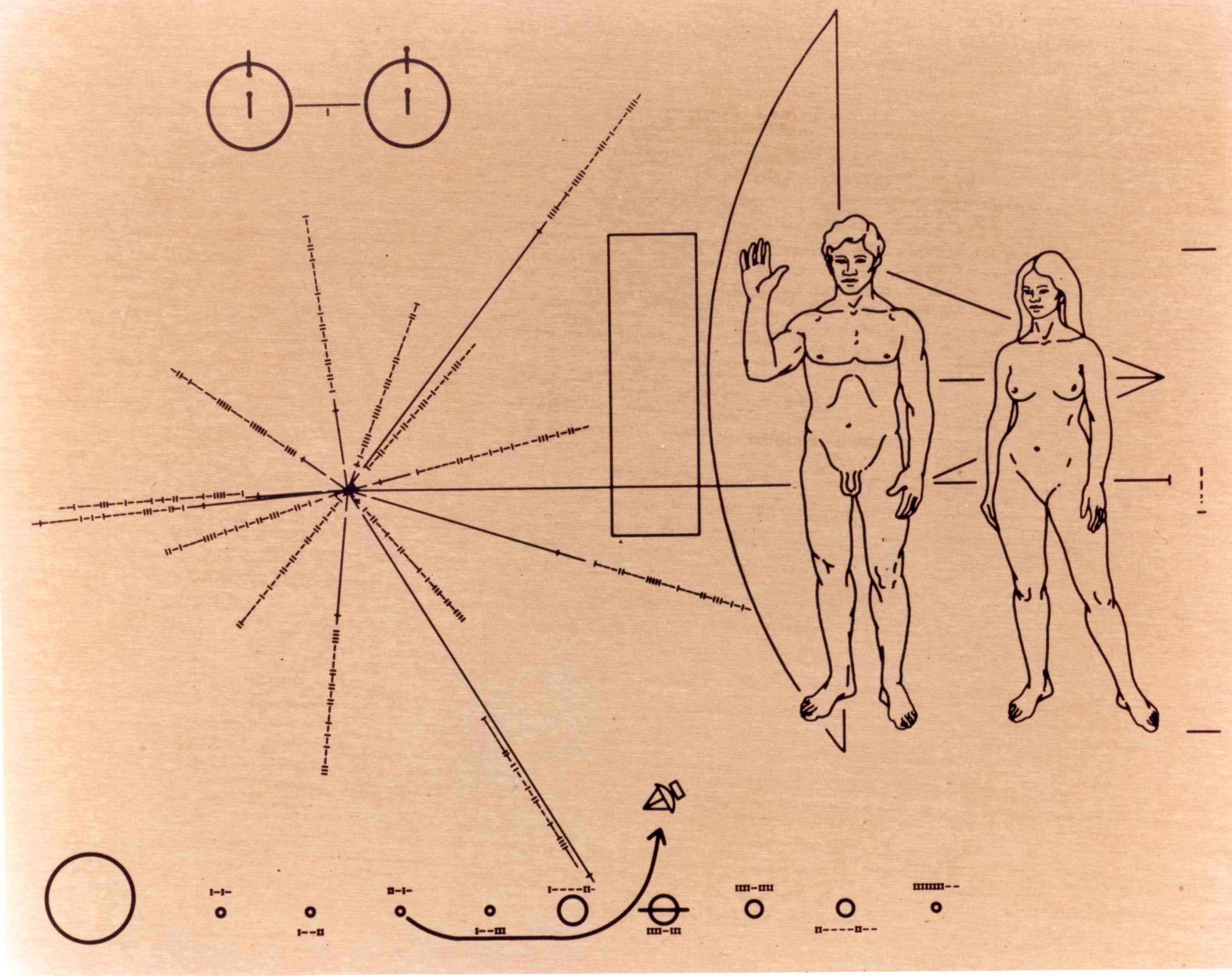
La placa de les Pioneer.

La Pioneer 10 és també famosa per contenir, juntament amb la Pioneer 11, una placa inscrita amb un missatge simbòlic, informant a una possible civilització extraterrestre, que pogués interceptar la sonda, sobre l'ésser humà i el seu lloc de procedència. En ella apareixen: a la dreta, la imatge de la sonda amb la finalitat de donar una proporció a les dues figures humanes dibuixades davant, una femenina i una altra masculina. A l'esquerra, un feix de línies que parteixen radialment d'un mateix punt. Aquest punt és el Sol i les línies indiquen la direcció dels púlsars més significatius propers al nostre sistema solar, i a cadascun, en sistema binari, la seqüència de polsos de cadascun. Aquest apartat constitueix la nostra «adreça» en l'univers. Una civilització tècnicament avançada, amb coneixement dels púlsars, teòricament podria interpretar la placa. A la part inferior es representa un esquema del sistema solar, amb els planetes ordenats segons la seva distància al Sol i amb una indicació de la ruta inicial de la Pioneer 10. Dalt del tot, a l'esquerra, es mostra, esquemàticament, l'àtom d'hidrogen i la seva transició hiperfina (que canvia l'orientació de l'spin de l'electró de l'àtom). La placa en si va ser dissenyada i popularitzada per l'astrònom estatunidenc i divulgador científic Carl Sagan.